# La Fin du règne animal
Pour plus de détails, voir Fiche technique et Distribution.
La Fin du règne  animal est un film français réalisé par Joël Brisse, sorti en 2003, avec dans le rôle principal Bruno Lochet.

## Synopsis
Autour d'un village viticole du Gard, l'usage intensif de pesticides cause la mort des oiseaux, provoque des malformations à la naissance chez les lapins, etc. Un viticulteur, Noël, ne le supporte pas, il décide de ne plus traiter ses vignes et s'efforce d'alarmer les autres villageois. Mais ceux-ci ne s'en soucient pas le moins du monde et le considèrent comme l'idiot du village, d'autant plus qu'il n'est pas comme les autres. Jouisseur, contemplatif, sensible, tout le monde le regarde comme un être un peu étrange, seule sa nièce, une enfant de 8 ans, le comprend, ce qui n'arrange pas son « image » auprès des villageois et des autorités.
Une relation ambiguë se noue entre lui et l'institutrice, une jeune fille maigre et « politiquement correcte », qui « bétonne » les « vérités » officielles, et comme dans Le Meilleur des mondes d'Huxley veille à ce que les enfants ne risquent surtout pas de croire à autre chose qu'en la mort.
Mais cette civilisation, qui sème la pollution et la mort avec tant de légèreté, applique de façon exacerbée un « principe de précaution » dès lors qu'elle rencontre une maladie naturelle risquant de mettre en cause ses enjeux économiques ; pour une bête infectée, elle oblige à l'abattage de la totalité d'un troupeau de moutons qu'un éleveur voisin de Noël avait confié à sa garde durant son absence. Noël, avec l'énergie du désespoir, s'efforce de les sauver, allant jusqu'à défier les gendarmes au bout du fusil. Mais en fin de compte il n'y parvient pas et doit les voir monter dans la bétaillère.
À la suite de cette dernière tragédie - deux autres drames, un familial et un sentimental, viennent déjà de l'éprouver- il rassemble tous les derniers animaux qu'il trouve dans le village, s'enferme avec eux dans sa grange, et y met le feu, se brûlant avec eux.

## Fiche technique
- Réalisation : Joël Brisse
- Scénario : Joël Brisse, Marie Vermillard
- Musique : Laurent Douel
- Date de sortie: 10 décembre 2003
- Société de production : Gémini Films

## Distribution
- Bruno Lochet
- Hélène Fillières
- Ana Gantes
- Michel Verplancke
- Jean-Pascal Pelagatti
- Christophe Lefolle
- Jean-François Vigneau